# Proasellus arthrodilus
Proasellus arthrodilus là một loài chân đều trong họ Asellidae. Loài này được Braga miêu tả khoa học năm 1945.